# الدوارة
الدوّارة، قرية فلسطينية تقع شمالي شرق صفد، في شمال سهل الحولة، حيث تلتقي منابع نهر الأردن؛ بانياس، الحاصباني ودان. كما تقع بين قريتي المفتخرة والعابسية.
نشات القرية في بقعة سهلية منبسطة ترتفغ نحو 150م عن سطح البحر. حولها بعض التلال الأثرية والبركانية، ولا سيما تل الشيخ يوسف إلى الغرب منها. تتألف معظم مبانيها من الطين وبعضها من الحجر البازلتي، وهي قرية متراصة ذات أزقة ضيقة، ولكنّها امتدت في نهاية فترة الانتداب فوق أرض مساحتها 52 دونمًا، ووصل مجموع بيوتها إلى أكثر من 120 بيتًا.
تبلغ مساحة الأراضي التابعة لها نحو 5,470 دونمًا، منها 132 دونمًا للطرق والأودية، و2,753 دونمًا تسربت إلى اليهود في عهد الانتداب، فأقاموا عليها مستعمرتيّ “عامير” و”سدى نحميا”.
ازداد عدد سكانها من 552 نسمة عام 1931 إلى 700 نسمة عام 1945، كانوا يعملون في الزراعة، التجارة، صيد الأسماك وتربية المواشي. احتلّ اليهود قريتهم عام 1948 وطردوهم منها ثمّ دمّروها.

## احتلال القرية وتطهيرها عرقيًّا
أدرج تقرير للاستخبارات العسكرية الإسرائيلية الدوّارة في جُملة القرى التي فرّ سكانها في 25 أيار/مايو 1948 من جراء «حملة الشائعات» التي خطط لها قائد «البلماح»، يغآل آلون، ونُفذت أثناء عملية يفتاح. غير أن الاختلاف بين تاريخ القرار يذكره موريس (25 أيار/مايو) وبين تاريخ شن حملة الشائعات (10 أيار/مايو)، يشير إلى أنّه ربما كان لهجوم عسكري ما على القرية دور في رحيل سكانها.

## القرية اليوم
لم يبق من معالم القرية أثر، سوى بضعة حجارة بناء مبعثرة على الأرض قريبة من حوض سمك. كما حُولت المنطقة كلها إلى أحواض لتربية الأسماك.

## المستعمرات الإسرائيلية على أراضي القرية
أقيمت مستعمرة «عمير» في سنة 1939 على بعد نصف كيلومتر إلى الغرب من موقع القرية. كما أُنشئت مستعمرة «سدي نحميا»، في سنة 1940، شمالي غربي الموقع. وكلتا المستعمرتين قائمة على أراضي القرية.